# 納瓦霍橋
纳瓦霍桥（Navajo Bridge）是指位於美国亞利桑那州可可尼諾縣北部大峽谷國家公園內橫跨科羅拉多河的兩座拱桥。1929年，一座橋率先竣工，當時名為大峡谷桥（Grand Canyon Bridge）。1934年，州议会決定將該橋更名为纳瓦霍桥。 1995年新橋开通后，原桥禁止车辆通行，只允許行人和馬匹通過。 